# Sergio II di Costantinopoli
Sergio II Studita (... – Costantinopoli, luglio 1019) è stato un vescovo bizantino, Patriarca ecumenico di Costantinopoli dal 1001 fino alla sua morte nel 1019.

## Biografia
Apparteneva alla importante famiglia del patriarca Fozio.   
Divenne igumeno del monastero di Manuele, rifondato da Fozio (per altri del Monastero di Studion).   
Si oppose ferocemente alle riforme di Basilio II, incluso il ristabilimento dell'Allelengyon. Ma non riuscì a ottenere dall'imperatore vittorioso dei bulgari, come aveva promesso, di abolire l'Allelengyon.  
Dopo tre anni di seggio vacante, nel giugno/luglio 1001 fu nominato patriarca al posto di Sisinio II che era un semplice laico.  
Ha anche cercato di stabilire una dualità a capo della Chiesa cristiana interrompendo i rapporti con Roma (papa Sergio IV) senza successo.   
Durante il patriarcato di Sergio II, grazie all'aiuto del clero slavo, tutte le leggi ecclesiastiche fino a quel momento furono tradotte in lingua slava.  
Ai suoi tempi, la Chiesa di Costantinopoli comprendeva 80 metropoli, 39 arcidiocesi e 550 diocesi.